# Donald Canfield
Donald Eugene Canfield (* 14. November 1957) ist ein US-amerikanischer Geowissenschaftler und Professor der Biogeowissenschaften an der Süddänischen Universität. Er ist vor allem für das Konzept des Canfield-Ozeans bekannt.

## Leben
Canfield erwarb 1979 den akademischen Grad eines Bachelor of Science im Fach Chemie an der Miami University. Anschließend studierte er an der Yale University und wurde dort Master of Philosophy (1984) und Ph.D. (1988) im Fach Geochemie. Seit 1982 übte er verschiedene Tätigkeiten als Wissenschaftliche Hilfskraft an der Yale University aus, ehe er von 1988 bis 1991 für die NASA arbeitete. In diese Zeit fiel auch ein Auslandsaufenthalt in Dänemark. Von Januar 1992 bis Mai 1995 war Canfield Assistant Professor am Georgia Institute of Technology. Zudem war er zwischen 1993 und November 1996 als Mitarbeiter des Max-Planck-Instituts für Marine Mikrobiologie in Bremen tätig. Seit dem 1. November 1996 ist er Professor für Ökologie an der Universität im dänischen Odense (seit 1998 Syddansk Universitet).
Darüber hinaus leitete Canfield von 2005 bis 2015 als Direktor das Nordic Center for Earth Evolution.

## Canfield-Ozean

Sauerstoffgehalt über die Erdgeschichte

Nach Ansicht von Canfield entstanden die Bändererze des Präkambriums nicht durch Oxidation (Große Sauerstoffkatastrophe), sondern durch Reaktion mit Sulfiden. Der Canfield-Ozean war ein zwischen dem Archaikum und dem Ediacarium existierendes anoxisches Weltmeer, welches zu einem Massenaussterben führte.

## Ehrungen und Auszeichnungen
- 1998: Namensgeber für die Canfield Mesa, ein Tafelberg im ostantarktischen Viktorialand
- 2007: Mitglied der US-amerikanischen National Academy of Sciences
- 2010: Vladimir Ivanovich Vernadsky Medal der European Geosciences Union
- 2011: Urey Award für seine Arbeiten auf dem Gebiet der Geochemie
- 2022: Auswärtiges Mitglied der Royal Society
- 2024: V. M. Goldschmidt Award

## Veröffentlichungen
- Dissertation: Sulfate Reduction and the Diagenesis of Iron in Anoxic Sediments, Yale University 1988. OCLC 403567659.
- als Mitherausgeber: Aquatic Geomicrobiology. Reihe Marine Biology. Elsevier Academic Press, London 2005, ISBN 0-12-026147-2.
- Oxygen. A Four Billion Year History. Princeton University Press, Princeton, New Jersey, USA 2014, ISBN 978-0-691-14502-0.[3]
- mit anderen: D. B. Mills, L. M. Ward, C. Jones, B. Sweeten, M. Forth, A. H. Treusch, D. E. Canfield: Oxygen requirements of the earliest animals. In: Proceedings of the National Academy of Sciences. Band 111, Nr. 11, 18. März 2014, S. 4168, doi:10.1073/pnas.1400547111 (englisch).
- mit anderen: S. A. Crowe, J. A. Maresca, C. Jones, A. Sturm, C. Henny, D. A. Fowle, R. P. Cox, E. F. Delong, D. E. Canfield: Deep-water anoxygenic photosythesis in a ferruginous chemocline. In: Geobiology. Band 12, Nr. 4, Juli 2014, S. 322, doi:10.1111/gbi.12089 (englisch).